# ریکوویتسه
ریکوویتسه (به چکی: Říkovice) یک منطقهٔ مسکونی در جمهوری چک است که در ناحیه پرروف واقع شده‌است. ریکوویتسه ۳٫۸۴ کیلومتر مربع مساحت و ۴۴۶ نفر جمعیت دارد و ۲۰۴ متر بالاتر از سطح دریا واقع شده‌است.